# Со Чхэ Вон
Со Чхэ Вон (кор. 소채원; род. 12 ноября 1997) — южнокорейская лучница, чемпионка мира.

## Карьера
Со Чхэ Вон родилась 12 ноября 1997 года. Несмотря на то, что стрельбой из лука в Южной Корее занимаются с раннего детства, Со начала заниматься этим видом спорта в довольно позднем возрасте на любительском уровне. По словам кореянки, в стрельбу из лука её привела подруга, которой не хотелось тренироваться одной.
В 2017 году она выиграла золотые медали в личном турнире и в смешанных парах вместе с Ким Чён Хо и бронзовую медаль в командном зачете среди женщин вместе с Ким Ён Хи и Сон Юнь Су на летней Универсиаде. Она также выиграла бронзовую медаль на чемпионате мира 2017 в командном первенстве вместе с Чхве Бо Мин и Сун Юнь Су.
Она участвовала в Азиатских играх 2018 года, выиграв золотую медаль в командном зачете среди женщин вместе с Чхве Бо Мин и Сун Юн Су и серебряную медаль в смешанных парах вместе с Ким Чён Хо. Она также выиграла бронзовую медаль в финале Кубка мира по стрельбе из лука 2018 года в личном зачете.
На Кубке мира 2019 года кореянка приняла участие только на одном этапе в Шанхае, который выиграла, победив в финале американку Софию Страчан со счётом 148:140. Это позволило ей попасть в финал Кубка мира в Москве, где она уже в первом матче уступила будущей победительнице Саре Лопес из Колумбии. Перед финалом она приняла участие на чемпионате мира в Хертогенбосе, где завоевала титул в соревновании смешанных пар с Ким Чён Хо.